# Districte municipal de Lazdijai
El  districte municipal de Lazdijai (en lituà: Lazdijų rajono savivaldybė) és un dels 60 municipis de Lituània, situat dins del comtat d'Alytus, i que forma part de la regió de Dzūkija.

## Galeria
Llocs del districte municipal de Lazdijai:

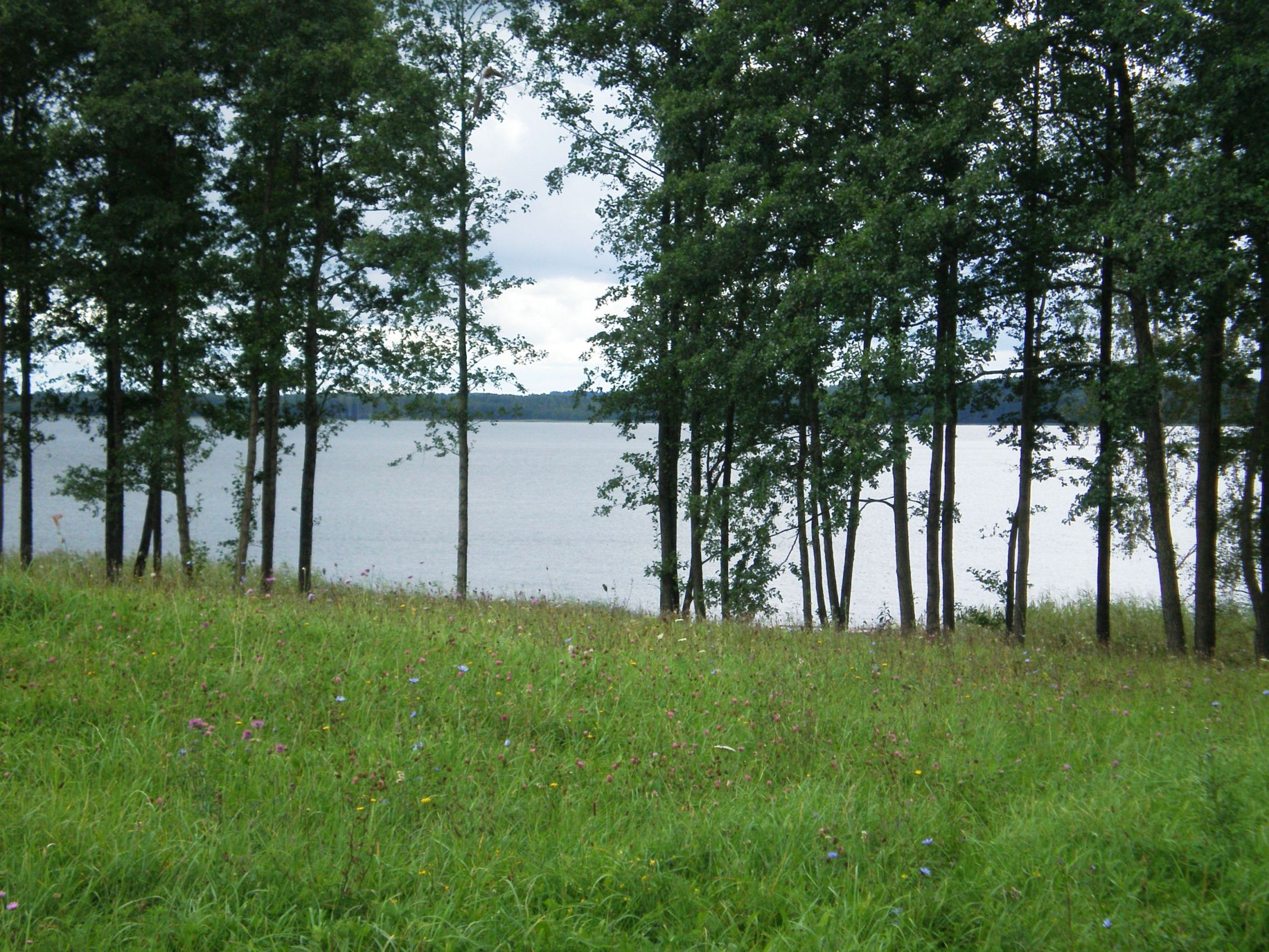
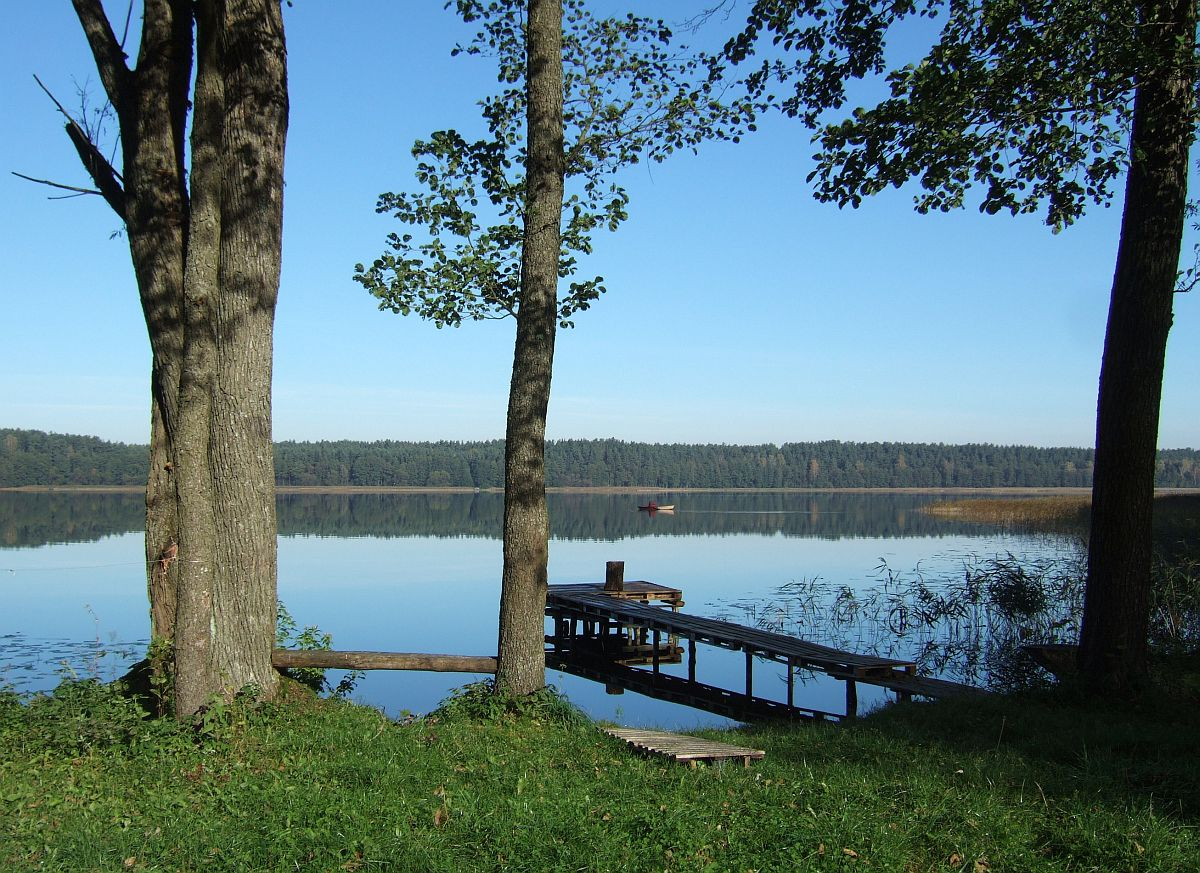
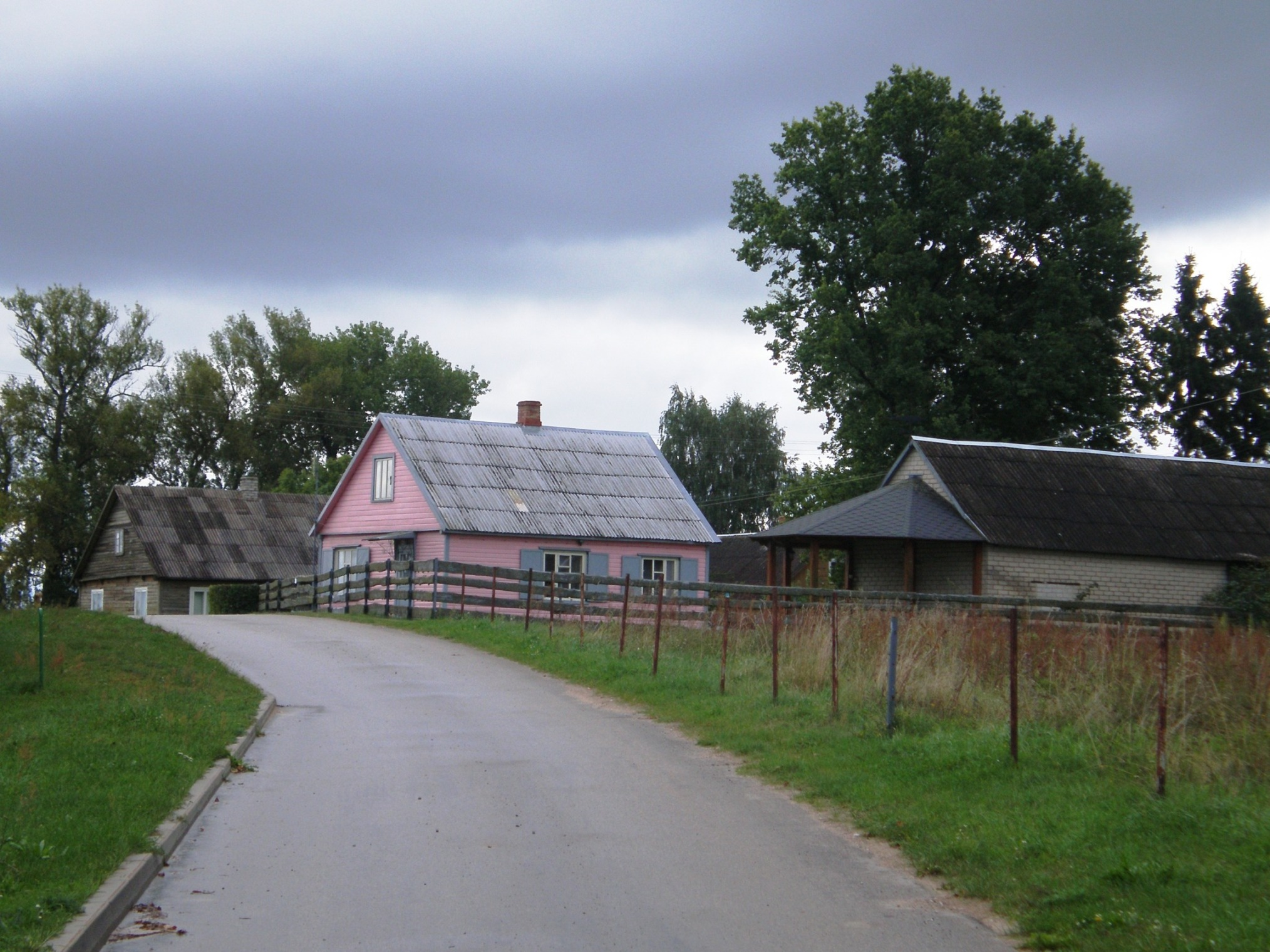
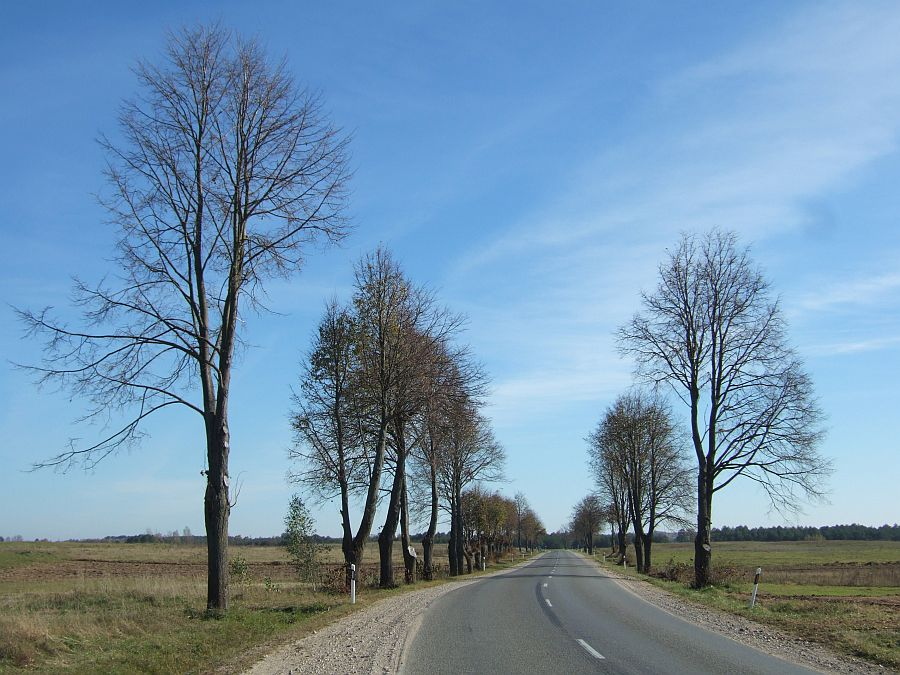